# ロイモルフィン
ロイモルフィン(Leumorphin)またはダイノルフィンB-29(dynorphin B-29)は、内生のオピオイドペプチドである。プロダイノルフィンのタンパク質分解生成物のうち、226-254残基に由来する。ノナコサペプチド(29残基)であり、ペプチド配列は、Tyr-Gly-Gly-Phe-Leu-Arg-Arg-Gln-Phe-Lys-Val-Val-Thr-Arg-Ser-Gln-Glu-Asp-Pro-Asn-Ala-Tyr-Ser-Gly-Glu-Leu-Phe-Asp-Alaである。エンドペプチダーゼPITRM1により、さらにダイノルフィンBとダイノルフィンB-14に分解される。ロイモルフィンは、プロダイノルフィンに由来する他のオピオイドペプチドと同様に、強い選択的κ-オピオイド受容体アゴニストとして作用する。